# DEPTH (1996年のゲーム)
『DEPTH』（デプス）は、オーパス（現オーパス・スタジオ）が開発し、1996年12月6日にソニー・コンピュータエンタテインメントより発売されたPlayStation用ゲーム。
本作は「CRUISE STAGE」と「GROOVE EDITOR」と呼ばれる2つのモードが収録されており、前者はイルカが深海を泳いで効果音を集める内容であり、ゲームオーバーや制限時間等の概念がない。
「GROOVE EDITOR」では、イルカが集めた効果音で音楽を作るという内容である。

## 評価
ライターのポルノ鈴木はレッドブルによせた記事の中で、本作をゲームミュージックとクラブミュージックが接近した例として取り上げており、その実態をゲームに見せかけてゲーム市場に送り込んだ作曲ソフトと称している。加えて、鈴木は本作で用いられている音楽がテクノやアンビエント、ドラムンベースで統一されている点を指摘し、イルカを泳がせて得た音を適当に並べるだけで踊れる音楽ができる点を評価している。